# Puccini (film)
Pour plus de détails, voir Fiche technique et Distribution.
Puccini est un film franco-italien réalisé par Carmine Gallone, sorti en 1953.

## Synopsis
Le film raconte l'histoire romancée avec diverses inexactitudes de la vie du compositeur Giacomo Puccini. Son histoire d'amour avec Elvira Bonturi, qui a abandonné son mari pour lui et avec qui elle a eu son fils Antonio, est tout à fait exacte, tout comme le fait que Puccini avait de nombreux amantes, y compris des chanteuses célèbres, mais il n'a jamais abandonné sa femme à qui il est toujours resté fidèle à sa manière.

## Fiche technique
- Titre : Puccini
- Réalisation : Carmine Gallone
- Scénario : Carmine Gallone, Leonardo Benvenuti, Glauco Pellegrini et Aldo Bizzarri
- Photographie : Claude Renoir
- Pays d'origine :  Italie -  France
- Format : Couleurs - 1,37:1 - Mono
- Genre : biographie
- Date de sortie : 29 avril 1953 (Italie)
- Affiche : Marcel Jeanne (France)

## Distribution
- Gabriele Ferzetti : Giacomo Puccini
- Märta Torén : Elvira Puccini
- Nadia Gray : Cristina Vernini
- Paolo Stoppa : Giocondo
- Myriam Bru : Delia
- Sergio Tofano : Giulio Ricordi
- Mimo Billi : Fanelli
- Silvio Bagolini : Gianni
- Alessandro Fersen : Padre di Delia
- Jacques Famery : Antonio Puccini
- Carlo Duse : Arrigo Boito
- Piero Palermini : Ferdinando Fontana
- René Clermont : Luigi Illica
- Oscar Andriani : Giuseppe Giacosa
- Giulio Neri : Chanteur d'opéra
- Antonietta Stella : Chanteur d'opéra
- Rosanna Carteri : Chanteur d'opéra
- Beniamino Gigli :Chanteur d'opéra